# Tepuihyla tuberculosa
Tepuihyla tuberculosa é uma espécie de anfíbio da família Hylidae.
Pode ser encontrada nos seguintes países: Brasil, Colômbia, Equador e Peru.
Os seus habitats naturais são: florestas subtropicais ou tropicais húmidas de baixa altitude, rios, marismas de água doce e marismas intermitentes de água doce.